# Машины и механизмы
«Машины и механизмы» — научно-популярный журнал, издающийся в Санкт-Петербурге Фондом научных исследований «XXI век» с сентября 2005 года.
На страницах журнала публикуются статьи о новейших научных тенденциях, передовых технологиях, последних изобретениях, компьютерных технологиях, коммуникациях, загадках и тайнах, военной технике, автомобилях, истории, здоровье, путешествиях и о вопросах развития общества. В 2014 году издание было отмечено Беляевской литературной премией за наиболее интересную деятельность в течение 2013 года.

## История
Первый номер вышел в сентябре 2005 года тиражом 20 000 экземпляров. Инициировал проект президент Фонда научных исследований Александр Иванович Новиков. До сентября 2006 года журнал выходил форматом А4 на 68 страницах. Затем формат поменялся на книжный — А5. Нынешний облик журнал приобрел в декабре 2007 года, когда переплет на прямой скрепке был заменен клеевым и появился корешок с названием издания. Постепенно объём увеличился до 116 полос. Максимальный тираж достигал 30 000 экземпляров.
Тематика журнала универсальная (полидисциплинарная).. В сферу интересов издания входят не только вопросы техники и передовых технологий, но и вопросы развития общества, новейших социальных и геополитических тенденций. Журнал «Машины и механизмы» отличается от прочих профильных изданий не только глубиной подачи материала, но и желанием его авторов досконально разобраться в сущности того или иного актуального явления. Каждый номер посвящается актуальной теме, которая раскрывается с различных сторон, как журналистами и авторами журнала, так и специалистами. Практически в каждом выпуске публикуются научно-фантастические рассказы.
Журнал входит в содружество научно-популярных изданий «Грани познания».

## Авторы
С журналом сотрудничают более 70 авторов, ученые, изобретатели, историки и аналитики. Налажены творческие связи с научными, производственными, учебными и общественными организациями. На страницах издания в разные годы публиковались интервью с Жоресом Алфёровым, Борисом Стругацким, Даниилом Граниным.

## Награды журнала
- В 2007 году журнал удостоен знака качества «Сделано в Петербурге».[4]

- В 2008 году удостоен знака «Золотой фонд Прессы».[5]

- В 2009 году удостоен звания лауреата конкурса «Сделано в России»[6].

- В 2012 году редактор «ММ» Наталья Нифантова стала победителем II Всероссийского конкурса для представителей СМИ «Инновации в России глазами журналистов» в специальной номинации «Лучшая публикация о технологиях для жизни и здоровья» (с материалом «Четырехрукий хирург»).[7]

- В 2013 году выпускающий редактор «ММ» Юлия Мешавкина стала победителем VII Фестиваля «Искусство науки» в номинации «Лучшая научно-популярная статья» (с материалом «По России на „Слоне“»).[8]

- В 2014 году выпускающий редактор Юлия Мешавкина стала победителем IV Всероссийского конкурса инновационной журналистики Tech in Media в номинации «Науки о жизни» (с материалом «Клеточная история»).[9]

- В 2014 году журнал удостоен литературной премии имени Александра Беляева за наиболее интересную деятельность в течение года, предшествующего вручению.[10]

- В 2015 году выпускающий редактор Юлия Мешавкина удостоилась II места на V Всероссийском конкурсе инновационной журналистики Tech in Media в номинации «Науки о жизни» (с материалом «Бородовластие»).[11]
- В 2021 году автор Ольга Иванова заняла третье место в премии «Научный журналист года» (с материалами «Докембрий. Жизнь. Начало», «Homo дальних странствий», «Венерианские яблони»).
- В 2021 году журнал стал лауреатом I степени в номинации «Наука в тексте» конкурса «Расшарь науку».[12]

## Распространение
Журнал распространяется в Санкт-Петербурге, Москве, Белгороде, Казани, Краснодаре, Новосибирске, Петрозаводске, Сочи, Ростове-на-Дону, Нижнем Новгороде, Екатеринбурге, Хабаровске, Пятигорске, Воронеже, Тольятти. Большая часть тиража с 2013 года бесплатно распространяется в ведущих вузах Санкт-Петербурга, а с 2014 и в МГТУ имени Баумана (Москва). Часть подписного тиража уходит в страны ближнего и дальнего зарубежья.
Выпуск печатной версии «ММ» приостановлен с апреля 2020 года.
С 2020 года журнал выходит в интерактивном цифровом формате и ссылки в нем, в pdf-файле, кликабельны. Статьи дополнены переходами на научные источники и видео, по фамилии автора можно попасть на его блог. 

## Рубрики журнала
- Механизм успеха
- Механизм испытаний
- Механизм тайн
- Механизм изобретений
- Механизм здоровья
- High-tech механизмы
- Авто машина
- Военная машина
- Механизм моды
- Механизм быта
- Механизм профессии
- Механизм путешествий
- Спортивная машина
- Историческая машина
- Машина успеха
- Социальная машина
- Механизм фантастики